# Dialogus de oratoribus
Il Dialogus de oratoribus (Dialogo sugli oratori o Dialogo sull'oratoria) è un'opera attribuita a Publio Cornelio Tacito, scritta in forma di dialogo, sull'arte della retorica. Non si conosce la data della sua stesura, anche se la dedica al console suffetto Fabio Giusto la pone attorno al 102 d.C.

## Descrizione
Il dialogo stesso, ambientato nel 75 d.C., segue come modello la tradizione delle opere di Cicerone sugli argomenti filosofici e retorici.
L'inizio dell'opera descrive il discorso di due noti avvocati dell'epoca, Marco Apro e Giulio Secondo, i quali si recano a far visita al retore e tragediografo Curiazio Materno nella sua casa, ed intervengono in difesa dell'eloquenza e della poesia. In seguito con l'arrivo dell'oratore Lucio Vipstano Messalla si affronta la tematica della decadenza dell'oratoria, la cui causa maggiore secondo Materno sarebbe l'autocrazia del principato che limita la libertà di pensiero e di parola, mentre per Messalla è dovuta al declino dell'istruzione, sia familiare che scolastica, del futuro oratore. L'istruzione non sarebbe più accurata come un tempo, gli insegnanti non sarebbero preparati e, nella cultura generale, si farebbe sempre meno uso della retorica.
Dopo una lacuna, il dialogus termina con un discorso di Materno che rappresenta l'opinione di Tacito. In particolare, Materno pensa che la grande oratoria sia possibile con la libertà da ogni potere, più precisamente nell'anarchia che caratterizzò la Repubblica Romana durante le guerre civili. 
Alcuni credono che alla base dell'opera di Tacito vi sia l'accettazione dell'impero come solo potere in grado di salvare lo stato dal caos delle guerre civili. L'impero ridusse lo spazio dedicato ad oratori e politici, ma non esiste una soluzione praticabile alternativa. Nondimeno, Tacito non accetta apaticamente il governo imperiale, e mostra ad esempio nel De vita et moribus Iulii Agricolae la possibilità rimasta di fare scelte dignitose ed utili per lo stato.
La data di pubblicazione del Dialogus, come già accennato, è incerta, ma fu probabilmente scritto dopo il De vita et moribus Iulii Agricolae ed il De origine et situ Germanorum. Molte caratteristiche sono diverse da quelle di altre opere di Tacito, tanto che la sua autenticità potrebbe essere messa in discussione, anche se spesso viene accomunato a Agricola e Germania nella tradizione dei manoscritti. Il modo di parlare del Dialogus sembra più vicino allo stile di Cicerone, raffinato ma non prolisso, che ispirò gli insegnamenti di Quintiliano. Manca delle incongruenze tipiche delle maggiori opere storiche di Tacito. Potrebbe essere stato scritto quando Tacito era giovane. La sua dedica a Fabio Giusto potrebbe quindi fornirci la data di pubblicazione, ma non quella di stesura. Più probabilmente, lo strano stile classico potrebbe essere spiegato dal fatto che il Dialogus è un'opera di retorica. Per questo genere la struttura, il linguaggio e lo stile di Cicerone erano quelli classici.